# Stade Nuovo Romagnoli
 (avril 2025).
Si vous disposez d'ouvrages ou d'articles de référence ou si vous connaissez des sites web de qualité traitant du thème abordé ici, merci de compléter l'article en donnant les références utiles à sa vérifiabilité et en les liant à la section « Notes et références ».
Le Stadio Nuovo Romagnoli (français : Stade Nouveau Romagnoli) est un stade de football situé dans la ville de Campobasso dans la région italienne du Molise. Il est appelé couramment « Selvapiana » et sa capacité maximum est de 25 000 spectateurs. L'enceinte accueille les matchs du club de la ville, la Società Sportiva Città di Campobasso.

## Histoire
Le stade est construit en 1983 et son architecture reprend notamment à 90% celle du stade Ciro-Vigorito de Bénévent car Constantino Rozzi, designer italien et président du club d'Ascoli Calcio à cette période, est le dessinateur commun des plans. Il est à l'origine de multiples plans de stade dans le pays.
L'enceinte n'a pas de nom officiel et le terme de « Nouveau Romagnoli » fait référence au stade Giovanni-Romagnoli dans lequel jouait le club auparavant. Il porte généralement le surnom de Selvapiana du nom du quartier où il se trouve et il est aussi appelé Lo stadio dei 100 giorni (français : Le stade des 100 jours) car c'est la durée des travaux de construction durant l'été. Michele Scorrano, capitaine de l'équipe durant les années 1970-1980, meurt en 2009 et une initiative voit le jour pour un nommage en son honneur.
Le premier match officiel se tient le 13 février 1985 lors d'un huitième de finale aller de Coupe d'Italie 1984-1985 au cours duquel Campobasso bat la Juventus de Michel Platini sur un score de 1-0.
Des affrontements ont lieu entre supporters d'Avellino et du Napoli lors de la saison 2001-2002 et ils voient la mort d'un supporter de Naples. Le stade napolitain de San Paolo est suspendu et le Napoli joue ses cinq matchs suivants au Nouveau Romagnoli.
La région du Molise est touché par un tremblement de terre en 2002 et un match amical Italie-Irlande du Nord se tient au stade le 3 juin 2003 dans le but de récolter des fonds afin d'aider financièrement les victimes.

## Concerts
- Antonello Venditti en 1990.
- Litfiba en 1991.
- Pino Daniele en 1997.
- Subsonica en 2002.